# Chaetophractus villosus
Chaetophractus villosus é um dos maiores e mais numerosos Tatus na América do Sul. Pode Ser Encontrado em Pastos, Florestas e Savanas.